# Tammam Salam

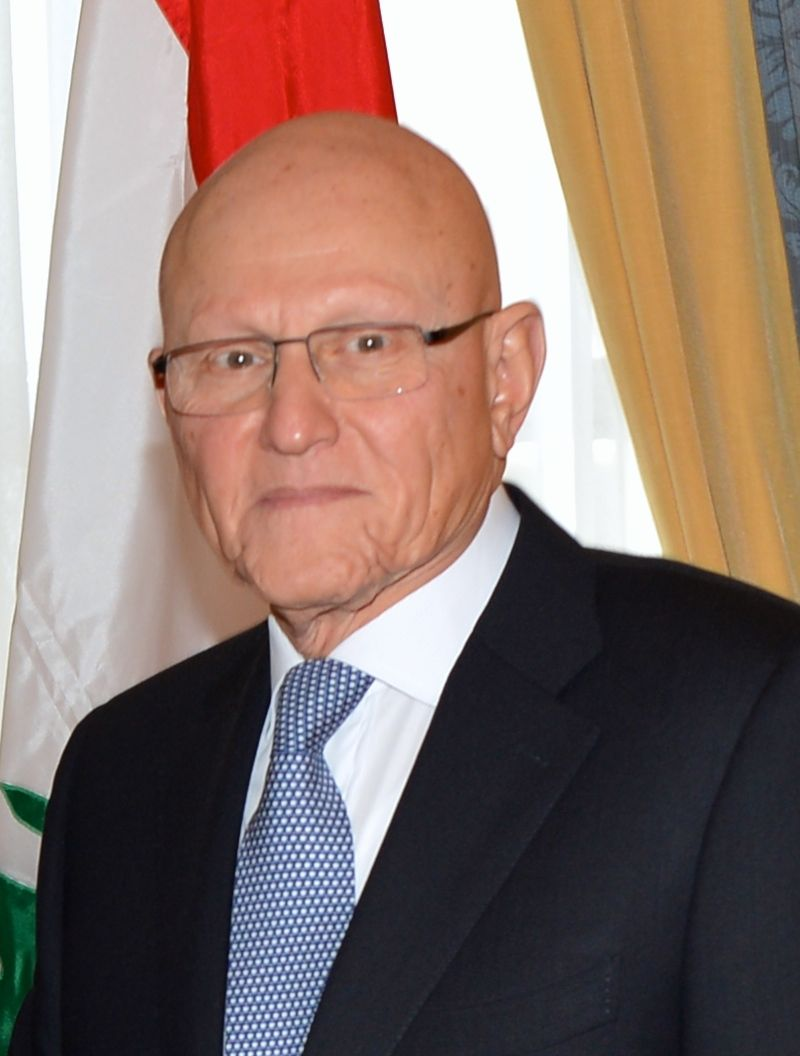
Tammam Salam, prim-ministrul și președintele ad interim al Libanului, în anul 2014

Tammam Saib Salam (în arabă: تمام صائب سلام, născut la 13 mai 1945 la Beirut) este un politician libanez, reprezentant al comunității musulmane sunite, care a îndeplinit între februarie 2014 - 2016 funcția de  prim-ministru al Libanului și de președinte interimar al acestei republici.
În trecut a fost ministru al culturii.
În aprilie 2014 a fost însărcinat cu formarea guvernului. Cunoscut inițial ca făcând parte  din tabara politică sunită pro-siriană, ulterior s-a apropiat de "Alianța 14 Martie" care susține independența Libanului și se opune influenței excesive a Siriei în această țară. În acelaș timp a păstrat relații bune și cu gruparea pro-siriană „Alianța 8 Martie” din care face parte gruparea islamistă șiită „Hizbollah” („Partidul lui Dumnezeu”). La 15 februarie 2014 a reușit să alcătuiască un guvern de uniune națională sub conducerea sa. 

## Biografie
Tammam Saib Salam s-a născut la Beirut in 1945 într-o familie arabă sunită înstărită și cu influență în viața politică a Libanului. 
El este al treilea copil al lui Saib Salam, care a fost de șase ori prim ministru al Libanului, și are doi frați mai mici și două surori mai mari. Bunicul său patern, Salim Ali Salam, a deținut funcții publice înalte în timpul dominației otomane, (și apoi regimului colonial francez) între care cea de deputat de Beirut în Parlamentul otoman și primar al Beirutului. Mama sa, Tamima Mardam Beik, este de origine siriană, provenind din Damasc.   
Salam a învățat la școala elementară de pe lângă Liceul franco-libanez, apoi studii intermediare la Școala Beit Al Atfal-Al Makassed și la Colegiul Victoria din Egipt, apoi a studiat la liceul privat Broumana al comunității Quakerilor și la Universitatea armeană Haigazian din Beirut. 
În continuare el a studiat economia și administrația în Anglia.
La începutul carierei a fost om de afaceri și filantrop.
Între anii 1982-2000 Tammam Salam i-a succedat tatălui său la conducerea Asociației Filantropice Islamice Makassed din Beirut, care administreaza școli, centre culturale și un spital, precum si postul de radio Makassed - Vocea Națiunii.
Salam a candidat în alegerile parlamentare din anul 1992, dar și-a retras candidatura în semn de protest față de intervențiile Siriei în afacerile interne ale țării sale.În 1996 a fost ales deputat de Beirut în Parlamentul libanez în cadrul listei conduse de Rafik Al-Hariri. În continuare, a încetat colaborarea cu acesta din urmă, și în anul 2000 și-a pierdut locul în Parlament.
La 11 iulie 2008 a fost cooptat ca ministru al culturii în guvernul lui Fuad Siniora (2007-2008), iar în alegerile din 2009 a fost ales din nou în parlament ca deputat independent.   
Ca urmare a demisiei premierului Nadjib Mikati la 23 martie 2013, numele lui Tammam Salam a fost amintit ca un candidat la acest post, fiind agreeat de mai multe grupări politice din parlament. La 6 aprilie 2013 a fost însărcinat cu formarea guvernului, cu sprijinul a 124 deputați din 128. 
Abia la 15 februarie 2014 a reușit să prezinte lista noului sau cabinet, un guvern de uniune națională format din 24 miniștri.  
În afara acestei funcții, începând cu 25 mai 2014 Salam îndeplinește și funcția de președinte ad interim al Libanului, în urma terminării mandatului președintelui Michel Suleiman și în urma absenței unui acord în legătură cu alegerea unui nou președinte.
Tammam Salam este căsătorit cu Lama Badreddin,(născută în 1961) activistă pe tărâm obștesc și pedagog, și are trei copii.